# Мертел-Спрінгс (Техас)
Мертел-Спрінгс (англ. Myrtle Springs) — переписна місцевість (CDP) в США, в окрузі Ван-Зандт штату Техас. Населення — 954 особи (2020).

## Географія
Мертел-Спрінгс розташований за координатами 32°37′27″ пн. ш. 95°56′11″ зх. д. / 32.62417° пн. ш. 95.93639° зх. д. (32.624097, -95.936408).  За даними Бюро перепису населення США в 2010 році переписна місцевість мала площу 19,09 км², з яких 18,93 км² — суходіл та 0,16 км² — водойми.

## Демографія
Згідно з переписом 2010 року, у переписній місцевості мешкало 828 осіб у 321 домогосподарстві у складі 225 родин. Густота населення становила 43 особи/км².  Було 390 помешкань (20/км²).
Расовий склад населення:
| - 90,9 % — білих - 1,6 % — чорних або афроамериканців - 1,2 % — корінних американців - 0,5 % — вихідців з тихоокеанських островів - 0,4 % — азіатів - 3,7 % — осіб інших рас |

До двох чи більше рас належало 1,7 %. Частка іспаномовних становила 7,6 % від усіх жителів.
За віковим діапазоном населення розподілялося таким чином: 22,3 % — особи молодші 18 років, 57,7 % — особи у віці 18—64 років, 20,0 % — особи у віці 65 років та старші. Медіана віку мешканця становила 44,3 року. На 100 осіб жіночої статі у переписній місцевості припадало 97,1 чоловіків;  на 100 жінок у віці від 18 років та старших — 97,8 чоловіків також старших 18 років.
За межею бідності перебувало 25,4 % осіб, у тому числі 35,7 % дітей у віці до 18 років та 6,3 % осіб у віці 65 років та старших.
Цивільне працевлаштоване населення становило 206 осіб. Основні галузі зайнятості: науковці, спеціалісти, менеджери — 35,9 %, фінанси, страхування та нерухомість — 25,2 %, роздрібна торгівля — 18,9 %.